# Until Dawn (película)
Until Dawn (titulada: Until Dawn: Noche de terror en Hispanoamérica) es una película de terror estadounidense de 2025, dirigida por David F. Sandberg a partir de un guion de Gary Dauberman. Está basado en el videojuego de 2015 del mismo título desarrollado por Supermassive Games. La película está protagonizada por Ella Rubin, Michael Cimino, Ji-young Yoo, Odessa A'zion, que interpretan a un grupo de amigos que terminan en un área aislada con una mecánica de bucle temporal; una amenaza está dispuesta a cazarlos, donde morir reinicia la noche con una nueva amenaza cada vez, y la única solución es sobrevivir hasta la mañana siguiente. También aparece Peter Stormare que repite el mismo papel del juego.
Se estrenó en Estados Unidos el 25 de abril de 2025. La película recibió críticas generalmente dispares. La mayoría señaló que compartía pocas similitudes con el aclamado videojuego, criticando el marketing por vincularlos, pero muchos aún así apreciaron la película por ser sólida y entretenida por sí misma. Además recaudó $53,6 millones de dólares en todo el mundo con un presupuesto de $15 millones.

## Sinopsis
Un año después de que su hermana Melanie desapareciera misteriosamente, Clover y sus amigos se dirigen al valle remoto donde desapareció en busca de respuestas. Allí, son asesinados horriblemente, pero al despertar se encuentran de nuevo al principio de la misma noche. Atrapados en el valle, se ven obligados a revivir la pesadilla una y otra vez, solo que cada vez, la amenaza asesina es diferente, cada vez más aterradora que la anterior, y la única forma de escapar es sobrevivir hasta el amanecer.

## Reparto
- Ella Rubin como Clover, una chica que busca a su hermana desaparecida, Melanie.
- Michael Cimino como Max, el exnovio de Clover.
- Ji-young Yoo como Megan, la hermanastra de Max.
- Odessa A'zion como Nina, la mejor amiga de Clover.
- Belmont Cameli como Abe, el novio de Nina.
- Maia Mitchell como Melanie, la hermana desaparecida de Clover.
  - Zsófia Temesvári interpreta a Melanie en su forma Wendigo
- Peter Stormare como el Dr. Alan J. Hill, psiquiatra.

- Lotta Losten como una reportera

Una fotografía de Rami Malek como Josh Washington, su personaje del videojuego de 2015, aparece en la oficina del Dr. Hill.

## Producción
En enero de 2024, se anunció que Screen Gems y PlayStation Productions estaban desarrollando una adaptación de acción real basada en el videojuego Until Dawn, con David F. Sandberg como director y Gary Dauberman como guionista. El guion está basado en un borrador anterior de Blair Butler. La película se describe como una carta de amor con clasificación R al género de terror, con un elenco coral.
Asad Qizilbash, director de PlayStation Studios, explicó que «era muy importante que la trama de la película no fuera la misma. En vez de ello, contará con personajes nuevos y una historia novedosa y original». No obstante, se seguirán algunas líneas del juego.
En junio, Ella Rubin, Michael Cimino, Ji-young Yoo y Odessa A'zion se unieron al elenco en papeles no revelados. Dos meses después Maia Mitchell, Belmont Cameli y Peter Stormare se unieron al reparto, este último repitió su papel del Dr. Alan J. Hill, lo que lo convierte en el único actor del juego que aparece en la película.
El rodaje del filme comenzó en Budapest (Hungría) el 5 de agosto de 2024, con Maxime Alexandre como director de fotografía y concluyó el 4 de octubre de 2024. Benjamin Wallfisch compuso la banda sonora de la película. Mientras que Michel Aller fue el encargado de editar la película.

## Estreno
Until Dawn se estrenó en Estados Unidos el 25 de abril de 2025.

## Marketing
El 14 de enero de 2025, Sony lanzó un primer avance en el que Sandberg, Dauberman y Stormare detallan el proceso detrás de la realización de la película junto con su historia. El primer tráiler se lanzó en línea dos días después. El tráiler introdujo una mecánica de bucle temporal limitado, que permite a los personajes solo unos pocos «reinicios» después de ser asesinados por varios monstruos, similar al énfasis del juego en las elecciones de supervivencia. El 13 de febrero, Sony Pictures presentó un segundo tráiler repleto de guiños al videojuego original.
El lanzamiento del primer tráiler de la película recibió críticas de algunos sitios web. Erik Kain, de Forbes, señaló que, si bien el concepto de la película es intrigante, la adaptación es redundante, comparándola con Uncharted y su película correspondiente de 2022. Afirmó que, dado que la premisa original de Until Dawn era tomar el concepto de ver una película de terror y transformarla en una experiencia interactiva, readaptarla al cine frustra su propósito. La editora en jefe de The Gamer, Stacey Henley, calificó la película como «el último insulto de Hollywood a los videojuegos», y la incluyó como una de las muchas adaptaciones cinematográficas de videojuegos que «faltan el respeto» al material original.
En una entrevista con ScreenRant, Sandberg y Butler comentaron sobre la relación de la adaptación con el juego original. Butler señaló: «...resultó que la remasterización salía aproximadamente al mismo tiempo que esperábamos terminar esta película. Y esa fue otra razón por la que creo que todos los involucrados, incluyendo a Gary [Dauberman], no querían simplemente rehacer la historia original, escena por escena». Sandberg, en respuesta, dijo:

...el juego es más o menos una película de 10 horas, así que creo que no habría sido tan interesante para mí si hubiéramos hecho sólo el juego, porque entonces sería como una versión reducida y no interactiva del juego, lo que simplemente no sería lo mismo.

Sandberg aclaró además que la película era otra entrega del universo del videojuego, no una adaptación, en una entrevista con William Earl de Variety.

## Recepción

### Taquilla
Hasta el 22 de junio de 2025, el filme había recaudado 20,1 millones de dólares en Estados Unidos y Canadá, y 33,0 millones de dólares en otros territorios, para un total mundial de 53,1 millones de dólares.
En Estados Unidos y Canadá, la película se estrenó junto con The Accountant 2, la amplia expansión de The Legend of Ochi y el relanzamiento de Star Wars: Episodio III - La venganza de los Sith, y se prevé que recaude entre ocho y diez millones de dólares en 3000 salas en su fin de semana de estreno. Recaudó 3,2 millones de dólares en su primer día y luego debutó con ocho millones, terminando en quinto lugar.

### Respuesta de la crítica
En el sitio web agregador de reseñas Rotten Tomatoes, el 50 % de las 88 reseñas de los críticos son positivas, con una calificación promedio de 5,5/10. Metacritic, que utiliza un promedio ponderado, le asignó a la película una puntuación de 51 sobre 100, basada en 17 críticos, lo que indica reseñas «mixtas o promedio». El público encuestado por CinemaScore le dio a la película una calificación promedio de "C+" en una escala de A+ a F, mientras que los encuestados por PostTrak le dieron un puntaje positivo general del 63 %, y el 42 % dijo que definitivamente recomendaría la película.
Louis Peitzman, de Vulture, escribió que la avalancha de ideas de Until Dawn «amenazaba con derrumbar la película por su propio peso», pero elogió su creatividad y su metacomentario sobre el género slasher. Concluyó que la película se salvó gracias a su humor, comparándola favorablemente con La cabaña en el bosque. Brian Tallerico, de RogerEbert.com, le otorgó a la película una estrella y media de cuatro, escribiendo que tenía ideas muy ingeniosas, pero una ejecución mediocre. Añadió que la fotografía de Maxime Alexandre era poco iluminada y deprimentemente plana, y que el lenguaje visual del videojuego era más potente.
Katie Walsh de Los Angeles Times también le dio a la película una crítica positiva. Elogió al director por abrazar las raíces del terror de serie B de la película, describiéndola como «en parte homenaje al género, en parte elige tu propia aventura, en parte una casa encantada interactiva». Elogió también el guion y al elenco principal por ser «personajes completamente desarrollados». Concluyó que Until Dawn era «diversión sangrienta, aunque ligera». William Bibbiani, de TheWrap, criticó Until Dawn por su superficialidad, sus caracterizaciones superficiales y su guion confusamente vago, que contradice la lógica. Sin embargo, algunos de los sustos le resultaron agradables y describió la premisa como ingeniosa. Escribió: «En su mejor momento, Until Dawn de Sandberg es un sistema divertido para sustos de terror aleatorios en autocines, como una máquina tragamonedas de cine de género», concluyendo que la película no era ni muy buena ni muy mala.
Benjamin Lee, de The Guardian, le dio a la película tres estrellas de cinco. La elogió por estar «realizada con maestría y animada por un sólido grupo de jóvenes actores», también elogió al elenco principal por ser «simpático y comprometido». Describió la película como «bien montada y totalmente inofensiva», añadiendo que era sin duda mejor que otras películas de terror recientes como El mono y El abismo secreto, aunque carecía drásticamente del «coeficiente intelectual y la ambición» de Sinners. Alison Foreman, de IndieWire, le dio a la película una calificación de B-, escribiendo que, aunque «traiciona» al videojuego, la película fue un «experimento ingenioso con toques de humor explosivo que logran entretener seriamente». Comentó que hubiera preferido que la película se hubiera promocionado con un título original, ya que Until Dawn funcionaba mejor como una «parodia de terror a gran escala» y tenía pocas similitudes con el juego homónimo.
Varios críticos elogiaron especialmente a Ji-young Yoo y a su personaje, Megan. Meagan Navarro, de Bloody Disgusting, escribió que, en el reparto principal, «la única que se acerca a una personalidad distintiva es Megan, interpretada por Ji-young Yoo». Elisabetta Bianchini de Yahoo News describió a Megan como el personaje más interesante del elenco principal y agregó que «sientes su viaje emocional más que incluso el del personaje principal, Clover». Del mismo modo, Harry Stainer de Empire elogió la actuación de Yoo en su reseña de la película, escribiendo: «Ji-young Yoo se destaca como Megan, la psíquica del grupo, y parece divirtiéndose más que cualquier otra persona en la pantalla».